# ماني جونسون
ماني جونسون (بالإنجليزية: Money Johnson)‏ هو عازف جاز أمريكي، ولد في 23 فبراير 1918 في تايلر في الولايات المتحدة، وتوفي في 28 مارس 1978.

## وصلات خارجية
- ماني جونسون على موقع ميوزك برينز (الإنجليزية)
- ماني جونسون على موقع ميوزك برينز (الإنجليزية)
- ماني جونسون على موقع أول ميوزيك (الإنجليزية)
- ماني جونسون على موقع ديسكوغز (الإنجليزية)
- ماني جونسون على موقع ديسكوغز (الإنجليزية)